# Nagroda im. Conrada Ferdinanda Meyera
Nagroda im. Conrada Ferdinanda Meyera – szwajcarska nagroda literacka ustanowiona przez miasto Zurych dla uczczenia pamięci Conrada Ferdinanda Meyera.

## Dotychczasowi laureaci nagrody
- 1938 Max Frisch
- 1939 Franz Fischer
- 1941 Walter Sautter(inne języki)
- 1942 Kurt Guggenheim(inne języki)
- 1954 Hans Boesch
- 1955 Franz Fassbind(inne języki)
- 1958 Erwin Jaeckle(inne języki)
- 1959 Karl Jakob Wegmann(inne języki)
- 1960 Raffael Ganz(inne języki)
- 1961 Erika Burkart(inne języki)
- 1964 Herbert Meier(inne języki)
- 1966 Hugo Loetscher
- 1967 Werner Weber
- 1968 Adolf Muschg, Franz Hohler(inne języki)
- 1970 Gerold Späth
- 1972 Paul Nizon(inne języki), Jürg Acklin(inne języki)
- 1973 Hans Ulrich Lehmann
- 1974 Silvio Blatter(inne języki)
- 1975 Beat Brechbühl(inne języki)
- 1976 Rolf Hörler
- 1979 Alice Vollenweider(inne języki)
- 1980 Hermann Burger, Franz Böni(inne języki), Werner Bodinek
- 1981 Jürg Altherr(inne języki)
- 1983 Jürg Amann(inne języki)
- 1984 Hansjörg Schertenleib(inne języki)
- 1985 Emil Zopfi(inne języki)
- 1986 André Grab
- 1987 Hanna Johansen(inne języki), Martin Hamburger
- 1988 Iso Camartin(inne języki)
- 1989 Christoph Rütimann(inne języki)
- 1991 Rita Ernst(inne języki), Dante Andrea Franzetti(inne języki)
- 1992 Thomas David Müller(inne języki), Peter Sieber
- 1993 Hannes Brunner(inne języki), Tim Krohn(inne języki)
- 1994 Hans Ulrich Bächtold(inne języki), Rainer Henrich, Kurt Jakob Rüetschi(inne języki), Thomas Stalder(inne języki)
- 1995 Daniel Schnyder(inne języki)
- 1996 Urs Frei(inne języki), Konrad Klotz
- 1997 Perikles Monioudis(inne języki), Beatrice Maritz
- 1998 Silvia Gertsch, Max Bachmann